# Jugon-les-Lacs (voormalige gemeente)
Jugon-les-Lacs is een voormalige gemeente in het Franse departement Côtes-d'Armor in de regio Bretagne en maakte deel uit van het arrondissement Saint-Brieuc.

## Geschiedenis
Jugon-les-Lacs werd gevormd op 1 artil 1973 door de samenvoeging van de gemeenten Jugon, Lescouët-Jugon en Saint-Igneuc en is op 1 januari 2016, samen met de gemeente Dolo, opgegaan in de gemeente Jugon-les-Lacs - Commune nouvelle, die sinds 1 januari 2024 weer de naam Jugon-les-Lacs heeft aangenomen.

## Geografie
De oppervlakte van Jugon-les-Lacs bedraagt 26,2 km².
De onderstaande kaart toont de ligging van Jugon-les-Lacs (voormalige gemeente) met de belangrijkste infrastructuur en aangrenzende gemeenten.

## Demografie
Onderstaande figuur toont het verloop van het inwonertal.